# بیرشیبا اسپرینگز (تنسی)
بیرشیبا اسپرینگز(به انگلیسی: Beersheba Springs) شهری در ایالت تنسی کشور ایالات متحده آمریکا است که جمعیت آن در سرشماری سال ۲۰۱۰ میلادی، ۴۷۷ نفر بوده‌است.